# Girl Happy (musikalbum)
Girl Happy är det tionde soundtrackalbumet och det 22:a albumet totalt av den amerikanske sångaren och musikern Elvis Presley. Det gavs ut av RCA Victor i såväl mono som stereo (LPM/LSP 3338) den 26 mars 1965. Girl Happy är soundtracket till filmen från 1965 med samma namn, i vilken Elvis Presley spelade huvudrollen. 
Inspelningarna till soundtracket ägde rum i Radio Recorders studio B i Hollywood i Kalifornien, den 10–12 och 15 juni 1964. Albumets bonuslåt "You'll Be Gone" hade tidigare spelats in under en studiosession i RCA:s Studio B i Nashville i Tennessee den 18–19 mars 1962.
I USA nådde albumet åttonde plats på Billboards albumlista och tionde plats på den konkurrerande Cashbox-listan. I Storbritannien hamnade albumet som bäst på plats 7 på UK Albums Chart. Girl Happy certifierades guld av Recording Industry Association of America (RIAA) 1999 för en försäljning av 500 000 exemplar i USA.

## Bakgrund
Vid denna tid fokuserade Elvis Presley nästan helt på att spela in filmer. Girl Happy var en MGM-produktion, inspelad mellan slutet av juni och början av augusti 1964. Om man bortser från samlingsalbumet Elvis' Golden Records Volume 3, som utgjordes av tidigare redan utgivna singellåtar, var detta det sjätte albumet i följd som utgjordes av ett soundtrack till en långfilm. Denna gång bestod soundtracket i större utsträckning av rock'n'roll-låtar. Men den framgång som uppnåtts med soundtracket Roustabout året innan – med en förstaplats på Billboards albumlista – kunde inte upprepas med Girl Happy. Låtarna ansågs svaga och ljudkvaliteten platt. Albumet nådde plats 8 och sålde 50 000 exemplar färre än föregångaren.

## Inspelningssessionerna och musikerna
Totalt spelades elva låtar in i Radio Recorders studio i Hollywood i Kalifornien i juni 1964, och alla låtar togs med såväl i filmen som på albumet. Dessutom tillkom en tolvte låt på albumet i form av "You'll Be Gone", som hade spelats in tidigare under en studiosession i RCA:s Studio B i Nashville i Tennessee den 18–19 mars 1962.
Medverkande musiker var denna gång gitarristerna Scotty Moore, Tommy Tedesco och Hilmer J. "Tiny" Timbrell. Bob Moore spelade bas och man hade tre trumslagare genom D. J. Fontana, Murrey "Buddy" Harman och Frank Carlson. Pianist var Floyd Cramer och saxofon spelades av Homer "Boots" Randolph. Bakgrundssångare var som vanligt gruppen The Jordanaires bestående av Gordon Stoker, Neal Matthews, Hoyt Hawkins och Ray Walker, och på "Do the Clam" och "Wolf Call" deltog också gruppen The Jubilee Four.
Elvis anlände till studion klockan 19.00 den 10 juni för att påbörja inspelningen av soundtracket till Girl Happy, och man höll på med inspelningarna fram till kl. 03.00 på morgonen. Nästföljande dygns inspelningar inleddes vid samma tid. Elvis var besviken över kvaliteten på materialet och dessutom missnöjd med sin egen sånginsats. Mitt under sessionen efter 36 tagningar av "Do Not Disturb", lämnade han i frustration och utmattning studion och bandet fick fortsätta att spela in utan honom. Man färdigställde därefter två instrumentala spår. Nästföljande kväll dök Elvis inte upp och bandet fick spela in musiken till de tre kvarvarande låtarna utan hans medverkan. Den 15 juni återvände Elvis till studion och lade på sin sång på de fem återstående instrumentala låtarna. Det skulle dröja åtta månader innan han på nytt klev in i en inspelningsstudio.

## Komposition och stil
"Puppet on a String", av Sid Tepper och Roy C. Bennett, var den första låt som spelades in den 10 juni 1964 i Radio Recorders studio B i Hollywood. Låten har en följsam melodi och baseras på den traditionella amerikanska vaggvisan "Hush, Little Baby". Elvis ansträngde sig för att få till en bra inspelning av denna ballad.
"Puppet on a String" kom senare att ges ut på singel, när varken Elvis eller hans manager Tom Parker tyckte att det fanns en lämplig singel på nästa soundtrackalbum, Harum Scarum från filmen med samma namn. I oktober 1965 gavs därför "Puppet on a String" ut som A-sida på en singel tillsammans med B-sidan "Wooden Heart" från 1960 års G.I. Blues. Den överträffade också Girl Happy-albumets ordinarie singel, "Do the Clam", genom att nå plats 14 på Hot 100-listan i USA och sälja i över 500 000 exemplar där.

"The Meanest Girl in Town" skrevs av Joy Byers. Elvis var också engagerad under inspelningen av denna rocklåt, i en stil som låg nära många av tidens listlåtar. Den 16 juni, sex dagar efter Elvis inspelning av låten, spelades den också in av Bill Haley & His Comets. Denna version gavs redan i september 1964 ut under titeln "Yeah, She's Evil!", medan Elvis version inte utkom förrän i mars 1965, i samband med albumets utgivning.

"Girl Happy", albumets titelsång skriven av Doc Pomus och Jerry Ragovoy (under pseudonymen Norman Meade), avslutade den första inspelningsdagen. Efter 13 tagningar hade man dock ännu inte lyckats få en godtagbar master. Därför fattades beslutet att skapa såväl ett nytt intro som en ny avslutning, vilka fogades till tagning 13. Av okänd anledning snabbades denna sammansatta version upp inför utgivningen, vilket innebar en ökning av hastigheten med 7,8 procent.

"Cross My Heart and Hope to Die", av Ben Weisman och Sid Wayne, påbörjade inspelningarna under nästa pass, den 11 juni. Låten har ett melodiskt flöde och ger viss nattklubbskänsla, främst genom Floyd Cramers pianospel. Mastern klipptes samman från två tagningar med ett pålagt pianointro. Elvis framför låten med tydlig närvaro. Han skulle senare återskapa en än tydligare nattklubbsstämning i "City by Night" på albumet Double Trouble.

"Spring Fever", av Bernie Baum, Bill Giant och Florence Kaye, var en av de mer formelbaserade låtarna på albumet. I filmen sjöng Elvis den i duett med sin medspelare Shelley Fabares. Även om Fabares sjöng bättre än de flesta av de andra skådespelarna som sjöng med Elvis, redigerades hennes stämma bort från skivutgåvan på Parkers order.

"Do Not Disturb" var ytterligare en av Bernie Baum, Bill Giant och Florence Kayes kompositioner. Det var också efter denna låt som Elvis i frustration lämnade inspelningarna. Han hade då upprepade gånger uttryckt sitt missnöje över låtmaterialets kvalitet – så till den grad att han inte längre kunde förmå sig att sjunga låtarna. "Do Not Disturb" är uppbyggd för att vara förföriskt kittlande, på samma sätt som "Fever", men melodin består huvudsakligen av upprepade korta fraser.
Elvis arbetade med denna ballad, tagning efter tagning – totalt 36 – innan han till slut lyckades få till en någorlunda tillfredsställande inspelning. På inspelningsbandet hörs han säga: "Det här är utan tvekan det mest befängda ackordbyte jag någonsin stött på. Jag ska klara det, om det så tar nittiofyra år." Till slut kokade han över av frustration och lämnade inspelningen, och överlämnade åt musikerna att spela in de fem sista låtarna utan hans medverkan. Han återvände till studion den 15 juni och lade då på sin sång på dessa fem låtar.

"I've Got to Find My Baby" är en rocklåt skriven av Joy Byers, som också skrev "The Meanest Girl in Town". Låten innehåller ett saxofonsolo av Boots Randolph medan arrangemanget i övrigt präglas av en livlig ljudbild. Masterinspelningen kortades ned inför utgivningen.

"Fort Lauderdale Chamber of Commerce", av Sid Tepper och Roy C. Bennett, är en låt med viss calypso-känsla. Musiken spelades in den 11–12 juni och Elvis lade på sin sång den 15 juni 1964. Inför utgivningen kortades även den ned och fick i samband med det ett abrupt slut.

"Startin' Tonight", av Lenore Rosenblatt och Victor Millrose, var den första låten som spelades in utan Elvis medverkan nästa kväll, den 12 juni. Det är en rocklåt som av kritiker har beskrivits som svag. Elvis lade på sin sång tre dagar senare. Inledningen består endast av uppräknade namn på lärosäten – något som kan fungera i en film men på ett album, utan sammanhang, framstår som märkligt.

"Do the Clam", av Ben Weisman, Sid Wayne och denna gång även Dolores Fuller, var en danslåt. Det var också ett försök att lansera en ny dansfluga, "The Clam!", som inte fick genomslag. Det var den näst sista låten där musiken spelades in först och Elvis lade på sin sång tre dagar senare. Låten valdes ut som singel från albumet med "You'll Be Gone" som B-sida. Singeln nådde bara plats 21 på Hot 100-listan i USA, och den sålde i omkring 350 000 exemplar där.

"Wolf Call" var låtskrivartrion Bernie Baum, Bill Giant och Florence Kayes tredje och sista bidrag till albumet. Det var det sista bidraget som spelades in av kompgruppen utan Elvis medverkan och vilket han tre dagar senare lade på sin sång på. "Wolf Call" är en låt om ett varglockrop i form av visslingar och innehåller några av de mest nonsensartade textrader som Elvis någonsin sjungit, exempelvis "flip, flop a kay-eye", "hoop-shoop-a-doo-wah" och "shim sham shimmie".

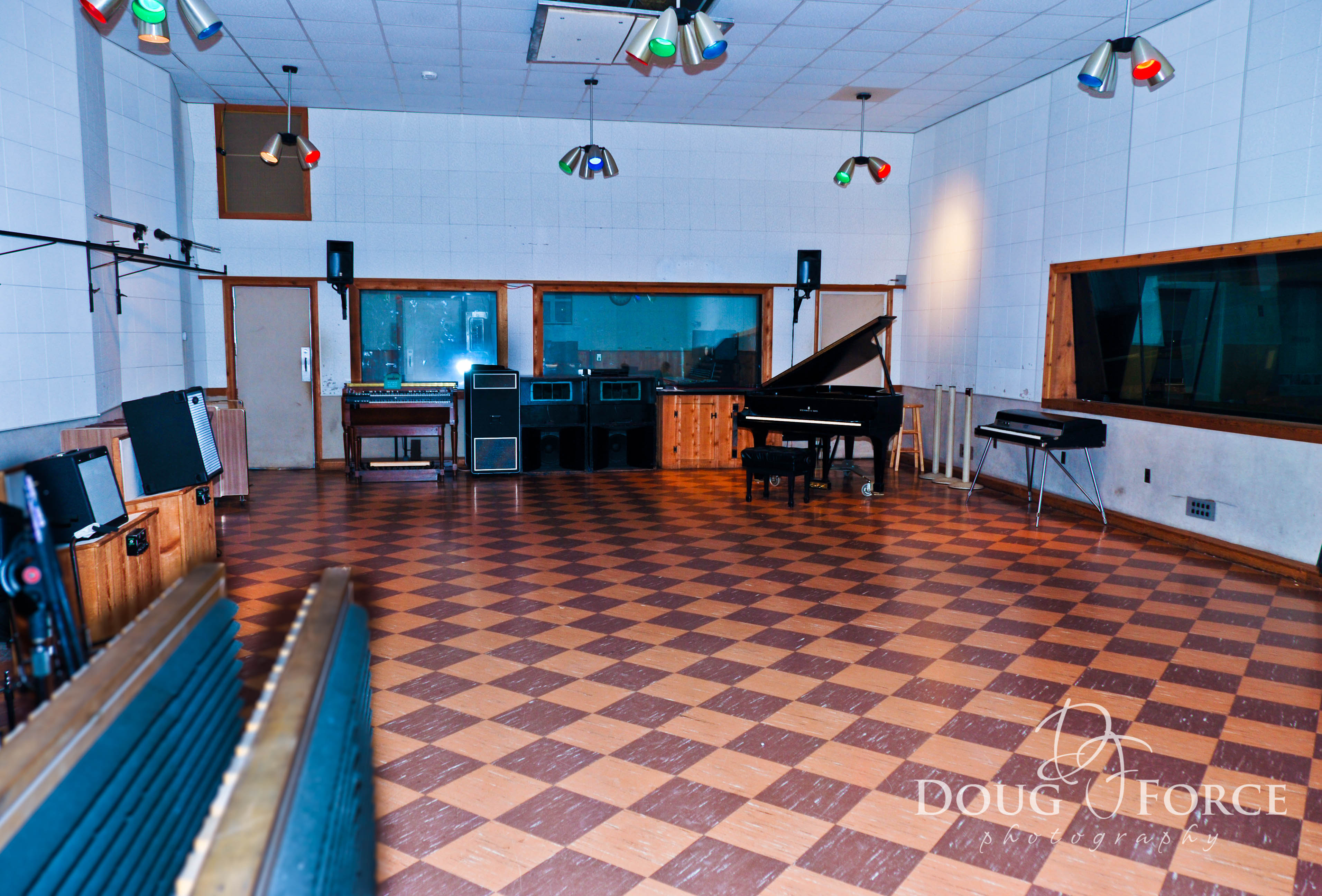
RCA:s studio B, där Elvis Presley spelade in "You'll Be Gone" den 18–19 mars 1962.

"You'll Be Gone", albumets bonuslåt, var en överbliven låt från studiosessionen i RCA:s studio B i Nashville den 18–20 mars 1962, som i övrigt gav upphov till bland annat sju av låtarna på albumet Pot Luck. Det var en av endast två låtar som Elvis Presley verkligen bidrog till och därmed var legitim låtskrivare till. Den andra var "That's Someone You Never Forget".
I början av 1961 fick Elvis idén att skriva en ny text till Cole Porters "Begin the Beguine". Tillsammans med vännerna Charlie Hodge och Red West arbetade han med uppgiften, där West bidrog mest till texten. När Porter inte gick med på ändringar av texten bestämde de sig för att även ändra melodin, och Hodge kom på en ny tvåackordsstruktur. I jämförelse med Porters "Begin the Beguine" är "You'll Be Gone" mer dramatisk och har latinska rytmer. Elvis varierade mellan mer uttrycksfulla partier och nästan operaliknande sång, på samma sätt som i "It's Now or Never" och "Surrender". Låten gavs ut på singel, men endast som B-sida till "Do the Clam", och uppmärksammades därför inte i någon större utsträckning.

## Utgivning och marknadsföring

### Albumets placeringar
Albumet Girl Happy släpptes den 26 mars 1965. Det debuterade den 17 april 1965 på plats 140 på albumlistan The Billboard Top LP's i USA, som vid tiden omfattade 150 album. Den 12 juni 1965, efter nio veckor på listan, nådde albumet sin högsta placering: åttonde plats. Totalt låg albumet kvar på listan i 31 veckor.
På Cashbox noterades albumet första gången den 10 april 1965, då det gick in på plats 68 på tidningens bästsäljarlista, som vid tiden omfattade 100 album. Efter 11 veckor på listan, den 19 juni 1965, nådde albumet 10:e plats – vilket också blev dess högsta notering under de 24 veckor som det låg på listan. I Storbritannien nådde albumet 7:e plats på UK Albums Chart den 8 maj 1965 och sedan samma placering vid ytterligare två tillfällen under de totalt 18 veckor det låg på listan.

### Singelplaceringarna
Weisman, Wayne och Fullers "Do the Clam" valdes ut som A-sida på den singel som släpptes den 9 februari 1965, en och en halv månad före albumet. Som B-sida utsågs "You'll Be Gone", också från albumet och inspelad i mars 1962. "Do the Clam" nådde plats 21 på singellistan Billboard Hot 100 i USA medan "You'll Be Gone" inte kom in på listan. Singeln sålde i 350 000 exemplar i USA. I Storbritannien nådde singeln "Do the Clam" plats 19.

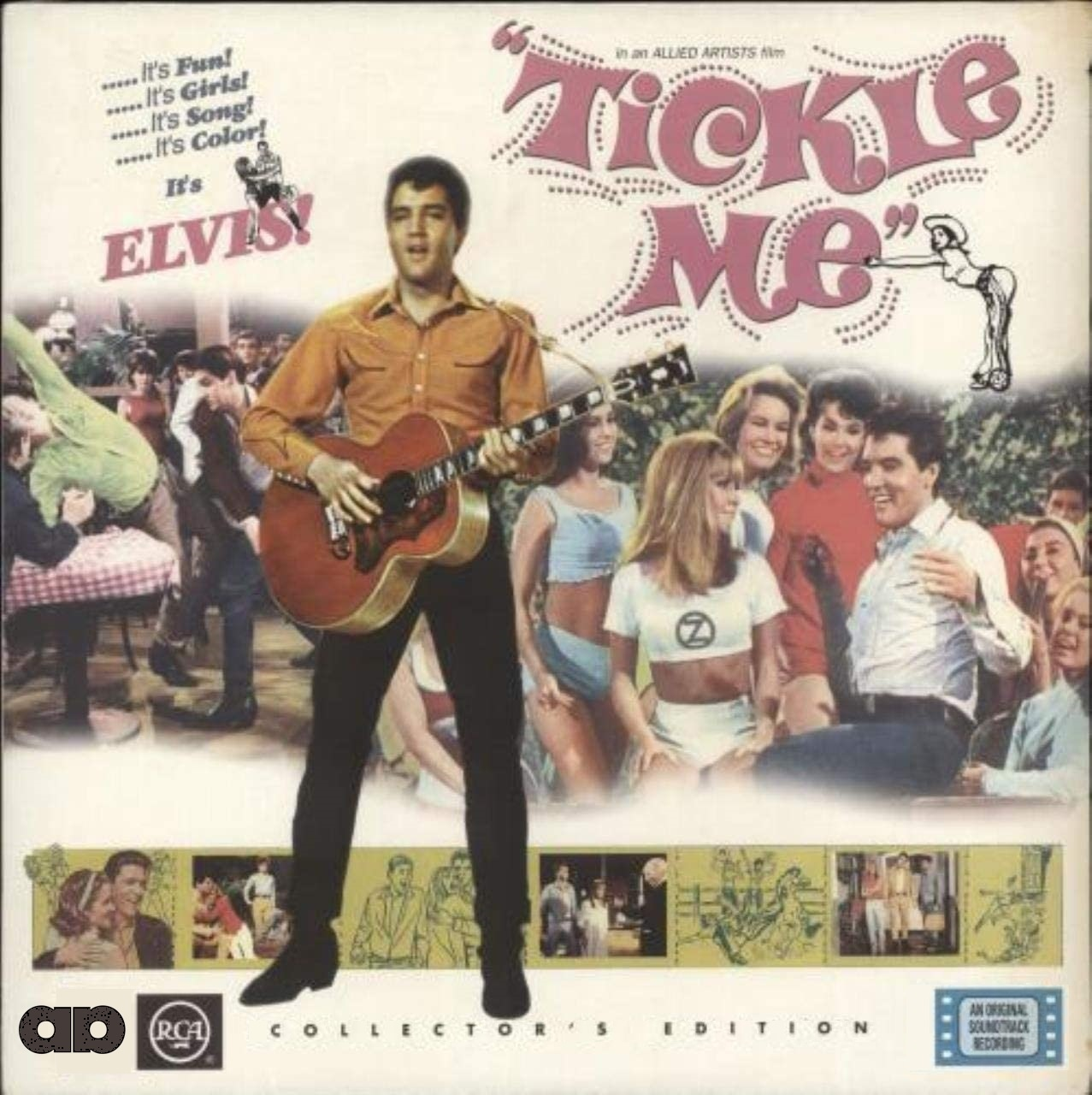
LP-omslag till en europeisk utgåva från år 2002 av Tickle Me.

Den 26 oktober 1965 gavs "Puppet on a String" ut som singel, med "Wooden Heart" från 1960 års G.I. Blues som B-sida. "Puppet on a String" nådde 14:e plats på Billboards singellista, och singeln sålde i en halv miljon exemplar i USA.

### Senare utgåvor av albumet
Originalalbumet Girl Happy utkom den 26 mars 1965. Albumet släpptes för första gången på CD i februari 1993, som en del av serien Double Features, där det gavs ut tillsammans med "Harum Scarum".
I april 2003 återutgavs Girl Happy på Follow That Dream-etiketten i en specialutgåva som innehöll det ursprungliga albumet tillsammans med många alternativa tagningar. Detta album återutgavs 2009.
I december 2024 släpptes The Girl Happy Sessions på tre CD:ar under Follow That Dream-etiketten – en utgåva som innehåller alla mastertagningar och tillgängliga alternativa tagningar. Som bonus ingår även nyinspelningen av "I Feel That I've Known You Forever", gjord för filmen Tickle Me.

## Mottagande
I första hand recenserades filmen Girl Happy i pressen, ofta med relativt mediokra omdömen, medan albumet vanligen fick korta recensioner. Billboard Magazine utsåg albumet till ett vinnande paket, med hitlåten "Do the Clam" inkluderad. Även Cashbox Magazine beskrev det som en vinnande samling med fartfyllda rocklåtar, och menade att albumet, med höjdpunkter som "Girl Happy", "Fort Lauderdale Chamber of Commerce" och "Do the Clam", främst skulle locka unga lyssnare. Musiktidningen Variety gav beröm åt låtar som "The Meanest Girl in Town", "Wolf Call" och "Do the Clam", medan de brittiska musikjournalisterna Norman Jopling och Peter Jones, skrivande för musiktidskriften Record Mirror, ansåg att albumet var underhållande med väl framförda och väl producerade låtar.

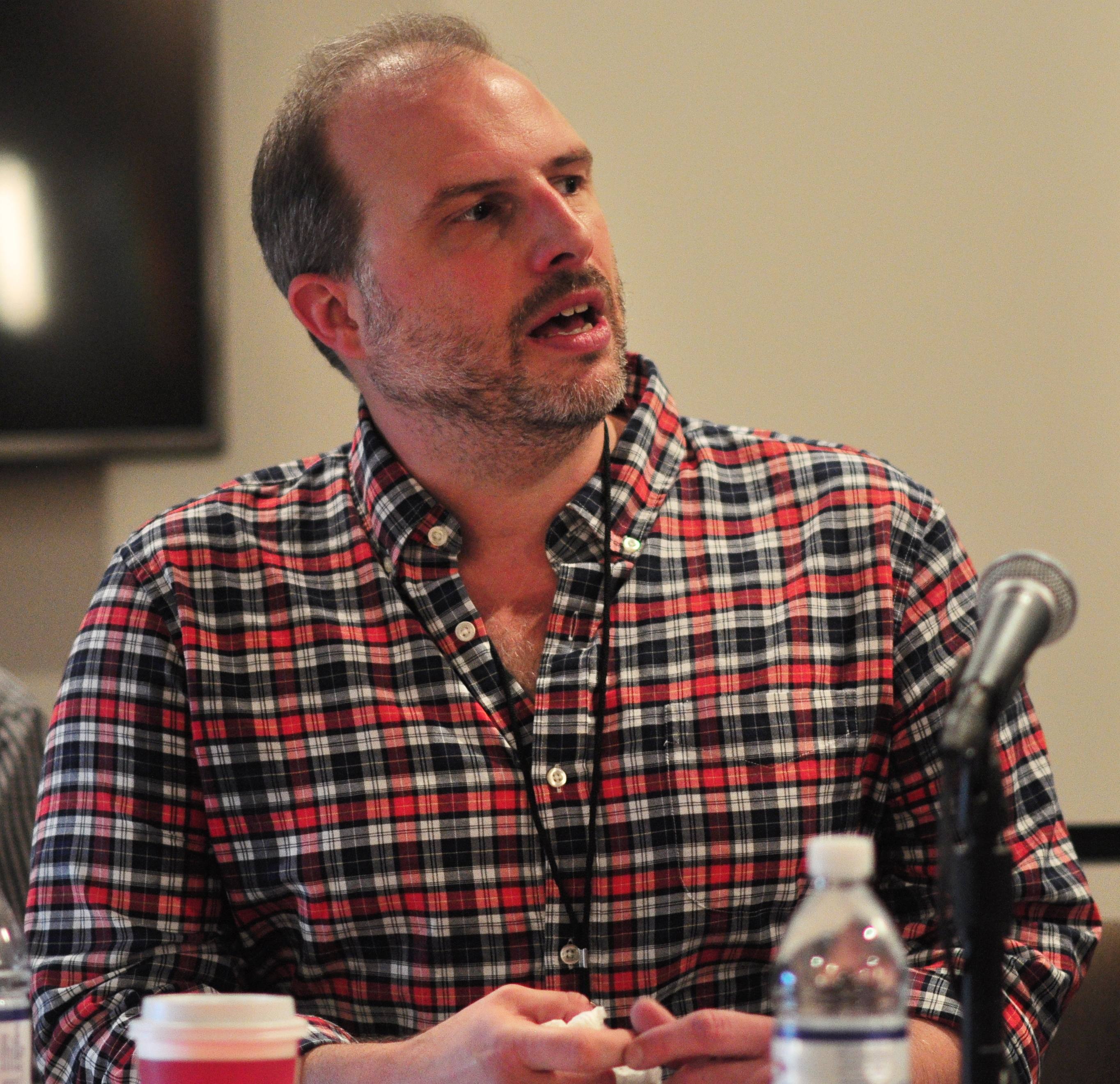
Stephen Thomas Erlewine, som ansåg att albumet präglades av tramsiga och överdrivet glättiga låtar som ofta låg under Elvis förmåga.

I senare tiders recensioner har albumet fått ett mer kritiskt bemötande. Den amerikanske musikkritikern och musikjournalisten Stephen Thomas Erlewine menade i sin recension för Allmusic att Girl Happy präglas av tramsiga och överdrivet glättiga låtar som ofta ligger under Elvis förmåga. Han lyfte fram "Do the Clam" och "The Meanest Girl in Town" som någorlunda energiska inslag. I övrigt ansåg han att albumet föll platt när låtarna skrevs speciellt för filmens manus och "Tom Parker krävde kontroll över förlagsrättigheterna", samtidigt som "ingen i Elvis läger var beredd att bemöta de nya tongångarna från Storbritannien". Enligt Erlewine är Girl Happy ett av Elvis Presleys svagare album, även om ännu svagare inspelningar snart skulle följa.
Den brittiske författaren och musikskribenten Paul Simpson skrev i The Rough Guide to Elvis att Elvis röst låter så forcerad att man kan föreställa sig att inspelningarna mest var något han ville få överstökade. Till stöd för detta lyfte Simpson fram att Elvis upplevde inspelningarna som så påfrestande att han lämnade studion i frustration, och att han till och med bad att hans sång på titellåten inte skulle framhävas i mixen.
Musikskribenten Shane Brown menade att soundtracket förmodligen mest är ihågkommet för den usla "Do the Clam". Han ansåg dock att albumet inte var helt utan kvalitéer och nämnde "Puppet on a String" som en behaglig ballad samt "Fort Lauderdale Chamber of Commerce" som förvånansvärt minnesvärd. Men albumets enda betydelsefulla låt ansåg han vara den låt som Elvis själv varit med och skrivit – "You'll Be Gone".

## Albumförsäljningen
Albumet sålde inledningsvis omkring 400 000 exemplar i USA och med tiden 500 000 exemplar och kom att certifieras guld av Recording Industry Association of America (RIAA) den 15 juli 1999.

## Låtlistor
Girl Happy

### 1965, originalutgåva, LP
| 1. | Girl Happy                          | Doc Pomus, Norman Meade                | 10–11 juni 1964                           | 2:07 |
| 2. | Spring Fever                        | Bernie Baum, Bill Giant, Florence Kaye | 11 juni 1964                              | 1:52 |
| 3. | Fort Lauderdale Chamber of Commerce | Sid Tepper, Roy C. Bennett             | 12 juni 1964 (track) 15 juni 1964 (vocal) | 1:33 |
| 4. | Startin' Tonight                    | Lenore Rosenblatt, Victor Millrose     | 12 juni 1964 (track) 15 juni 1964 (vocal) | 1:20 |
| 5. | Wolf Call                           | Bernie Baum, Bill Giant, Florence Kaye | 12 juni 1964 (track) 15 juni 1964 (vocal) | 1:30 |
| 6. | Do Not Disturb                      | Bernie Baum, Bill Giant, Florence Kaye | 11 juni 1964                              | 1:55 |

| 1.           | Cross My Heart and Hope to Die | Ben Weisman, Sid Wayne                 | 11 juni 1964                              | 1:52  |
| 2.           | The Meanest Girl in Town       | Joy Byers                              | 10 juni 1964                              | 1:55  |
| 3.           | Do the Clam                    | Ben Weisman, Dolores Fuller, Sid Wayne | 12 juni 1964 (track) 15 juni 1964 (vocal) | 3:18  |
| 4.           | Puppet on a String             | Sid Tepper, Roy C. Bennett             | 10 juni 1964                              | 2:39  |
| 5.           | I've Got to Find My Baby       | Joy Byers                              | 12 juni 1964 (track) 15 juni 1964 (vocal) | 1:30  |
| 6.           | You'll Be Gone (bonussång)     | Elvis Presley, Charlie Hodge, Red West | 18–19 mars 1962                           | 2:20  |
| Total längd: | Total längd:                   | Total längd:                           | Total längd:                              | 24:12 |

### 2003 & 2009, Follow That Dream-utgåva, CD
Cd 1
| 1.           | Girl Happy                                                                      | Doc Pomus, Norman Meade                | 10–11 juni 1964                           | 2:09           |
| 2.           | Spring Fever                                                                    | Bernie Baum, Bill Giant, Florence Kaye | 11 juni 1964                              | 1:53           |
| 3.           | Fort Lauderdale Chamber of Commerce                                             | Sid Tepper, Roy C. Bennett             | 12 juni 1964 (track) 15 juni 1964 (vocal) | 1:33           |
| 4.           | Startin' Tonight                                                                | Lenore Rosenblatt, Victor Millrose     | 12 juni 1964 (track) 15 juni 1964 (vocal) | 1:21           |
| 5.           | Wolf Call                                                                       | Bernie Baum, Bill Giant, Florence Kaye | 12 juni 1964 (track) 15 juni 1964 (vocal) | 1:29           |
| 6.           | Do Not Disturb Side 2                                                           | Bernie Baum, Bill Giant, Florence Kaye | 11 juni 1964                              | 2:02           |
| 7.           | Cross My Heart and Hope to Die                                                  | Ben Weisman, Sid Wayne                 | 11 juni 1964                              | 1:54           |
| 8.           | The Meanest Girl in Town                                                        | Joy Byers                              | 10 juni 1964                              | 1:57           |
| 9.           | Do the Clam                                                                     | Ben Weisman, Dolores Fuller, Sid Wayne | 12 juni 1964 (track) 15 juni 1964 (vocal) | 3:21           |
| 10.          | Puppet on a String                                                              | Sid Tepper, Roy C. Bennett             | 10 juni 1964                              | 2:41           |
| 11.          | I've Got to Find My Baby Bonus song                                             | Joy Byers                              | 12 juni 1964 (track) 15 juni 1964 (vocal) | 1:31           |
| 12.          | You'll Be Gone (take 4 – latin version, endast första utgåvan) New bonus tracks | Elvis Presley, Charlie Hodge, Red West | 18–19 mars 1962                           | 2:25 (el 2:20) |
| 13.          | Puppet on a String (takes 5, 6, 7)                                              | Sid Tepper, Roy C. Bennett             | 10 juni 1964                              | 3:47           |
| 14.          | The Meanest Girl in Town (takes 7, 8, 9)                                        | Joy Byers                              | 10 juni 1964                              | 3:55           |
| 15.          | Spring Fever (take 4)                                                           | Bernie Baum, Bill Giant, Florence Kaye | 11 juni 1964                              | 1:57           |
| 16.          | Do Not Disturb (takes 24, 25, 26, 27)                                           | Bernie Baum, Bill Giant, Florence Kaye | 11 juni 1964                              | 6:07           |
| 17.          | Cross My Heart and Hope to Die (take 6)                                         | Ben Weisman, Sid Wayne                 | 11 juni 1964                              | 2:05           |
| 18.          | Girl Happy (takes 1, 2, 3, 4)                                                   | Doc Pomus, Norman Meade                | 10 juni 1964                              | 7:05           |
| 19.          | Puppet on a String (take 10)                                                    | Sid Tepper, Roy C. Bennett             | 10 juni 1964                              | 2:48           |
| 20.          | Spring Fever (takes 18, 19, 21)                                                 | Bernie Baum, Bill Giant, Florence Kaye | 11 juni 1964                              | 3:49           |
| 21.          | The Meanest Girl in Town (take 11)                                              | Joy Byers                              | 10 juni 1964                              | 2:26           |
| 22.          | Do Not Disturb (take 35)                                                        | Bernie Baum, Bill Giant, Florence Kaye | 11 juni 1964                              | 2:06           |
| 23.          | Cross My Heart and Hope to Die (takes 9, 10, 11)                                | Ben Weisman, Sid Wayne                 | 11 juni 1964                              | 4:00           |
| 24.          | Girl Happy (take 13 & ending of take 4)                                         | Doc Pomus, Norman Meade                | 10 juni 1964                              | 3:08           |
| Total längd: | Total längd:                                                                    | Total längd:                           | Total längd:                              | 67:29          |

### 2024, The Girl Happy Sessions (FTD), 3 CD
| Nr           | Titel                                                                               | Längd |
| ------------ | ----------------------------------------------------------------------------------- | ----- |
| 1.           | Girl Happy                                                                          | 1:53  |
| 2.           | Spring Fever                                                                        | 1:31  |
| 3.           | Fort Lauderdale Chamber of Commerce                                                 | 1:20  |
| 4.           | Startin' Tonight                                                                    | 1:28  |
| 5.           | Wolf Call                                                                           | 1:54  |
| 6.           | Do Not Disturb                                                                      | 1:53  |
| 7.           | Cross My Heart and Hope to Die                                                      | 1:56  |
| 8.           | The Meanest Girl in Town                                                            | 2:19  |
| 9.           | Do the Clam                                                                         | 3:19  |
| 10.          | Puppet on a String                                                                  | 2:42  |
| 11.          | I've Got to Find My Baby Laquers of Unedited Masters                                | 1:30  |
| 12.          | Wolf Call                                                                           | 2:31  |
| 13.          | Startin' Tonight                                                                    | 2:05  |
| 14.          | I've Got to Find My Baby                                                            | 2:19  |
| 15.          | Do the Clam                                                                         | 2:45  |
| 16.          | The Meanest Girl in Town                                                            | 2:15  |
| 17.          | Wolf Call (with the Jordanaires) From the Allied Artists motion picture "Tickle Me" | 2:29  |
| 18.          | I Feel That I've Known You Forever (movie version) Instrumental Outtakes            | 1:35  |
| 19.          | I've Got to Find My Baby (take 1)                                                   | 2:22  |
| 20.          | Fort Lauderdale Chamber of Commerce (take 4)                                        | 2:52  |
| 21.          | Startin' Tonight (take 1)                                                           | 2:07  |
| 22.          | Do the Clam (take 3)                                                                | 2:42  |
| Total längd: | Total längd:                                                                        | 47:37 |

| Nr           | Titel                                                       | Längd |
| ------------ | ----------------------------------------------------------- | ----- |
| 1.           | Puppet on a String (takes 3 late start – 7)                 | 6:30  |
| 2.           | Puppet on a String (takes 8–10)                             | 4:31  |
| 3.           | Puppet on a String (take 11/M)                              | 2:46  |
| 4.           | The Meanest Girl in Town (takes 1–2)                        | 1:27  |
| 5.           | The Meanest Girl in Town (takes 3–5)                        | 1:45  |
| 6.           | The Meanest Girl in Town (take 6)                           | 2:08  |
| 7.           | The Meanest Girl in Town (takes 7–9)                        | 4:03  |
| 8.           | The Meanest Girl in Town (takes 10–11)                      | 2:50  |
| 9.           | The Meanest Girl in Town (takes 12–13/M)                    | 3:10  |
| 10.          | Girl Happy (takes 1–3)                                      | 4:57  |
| 11.          | Girl Happy (take 4)                                         | 2:30  |
| 12.          | Girl Happy (takes 5–8)                                      | 3:41  |
| 13.          | Girl Happy (takes 9–11)                                     | 2:56  |
| 14.          | Girl Happy (take 12)                                        | 2:24  |
| 15.          | Girl Happy (take 13)                                        | 2:09  |
| 16.          | Girl Happy (ending takes 1–5)                               | 3:13  |
| 17.          | Girl Happy (take 13 plus ending take 4/M)                   | 2:12  |
| 18.          | Cross My Heart and Hope to Die (takes 1–3)                  | 3:48  |
| 19.          | Cross My Heart and Hope to Die (takes 4–5)                  | 3:26  |
| 20.          | Cross My Heart and Hope to Die (take 6)                     | 2:04  |
| 21.          | Cross My Heart and Hope to Die (takes 7–8)                  | 2:17  |
| 22.          | Cross My Heart and Hope to Die (take 9)                     | 1:43  |
| 23.          | Cross My Heart and Hope to Die (takes 10–11)                | 2:15  |
| 24.          | Cross My Heart and Hope to Die (splice of takes 9 and 11/M) | 1:56  |
| Total längd: | Total längd:                                                | 70:41 |

| Nr           | Titel                                                                 | Längd |
| ------------ | --------------------------------------------------------------------- | ----- |
| 1.           | Spring Fever (takes 1–4)                                              | 4:31  |
| 2.           | Spring Fever (takes 5–9)                                              | 4:33  |
| 3.           | Spring Fever (take 10)                                                | 1:16  |
| 4.           | Spring Fever (takes 11–13)                                            | 3:43  |
| 5.           | Spring Fever (take 14)                                                | 1:29  |
| 6.           | Spring Fever (takes 15–16)                                            | 2:18  |
| 7.           | Spring Fever (takes 17–20)                                            | 3:38  |
| 8.           | Spring Fever (take 21)                                                | 2:12  |
| 9.           | Spring Fever (takes 22–23)                                            | 1:33  |
| 10.          | Spring Fever (take 24/M)                                              | 1:57  |
| 11.          | Do Not Disturb (takes 1–10)                                           | 6:48  |
| 12.          | Do Not Disturb (takes 11–13)                                          | 2:32  |
| 13.          | Do Not Disturb (takes 14–18)                                          | 4:14  |
| 14.          | Do Not Disturb (takes 19–22)                                          | 2:11  |
| 15.          | Do Not Disturb (takes 23–24)                                          | 2:34  |
| 16.          | Do Not Disturb (takes 25–27)                                          | 4:21  |
| 17.          | Do Not Disturb (take 28)                                              | 2:21  |
| 18.          | Do Not Disturb (takes 29–31)                                          | 3:14  |
| 19.          | Do Not Disturb (takes 32–33)                                          | 1:06  |
| 20.          | Do Not Disturb (takes 34–35)                                          | 2:36  |
| 21.          | Do Not Disturb (take 36/M)                                            | 2:12  |
| 22.          | I've Got to Find My Baby (take 2 – vocal overdub take 1/M)            | 1:40  |
| 23.          | Fort Lauderdale Chamber of Commerce (take 7 – vocal overdub take 2/M) | 1:32  |
| 24.          | Startin' Tonight (take 3 – vocal overdub take 4)                      | 1:21  |
| 25.          | Do the Clam (take 5 – vocal overdub take 2)                           | 3:21  |
| 26.          | Wolf Call (spliced master – vocal overdub take 5)                     | 1:42  |
| Total längd: | Total längd:                                                          | 70:55 |

## Medverkande
Uppgifterna, hämtade från Keith Flynn och Ernst Jørgensen, avser inspelningar gjorda i Radio Recorders studio B i Hollywood, Kalifornien, den 10–12 juni med sångpålägg gjorda den 15 juni 1964, samt inspelningar gjorda i RCA:s studio B i Nashville den 18–20 mars 1962.

Radio Recorders studio B, 10–12, 15 juni 1964
(Alla soundtracklåtar)
- Elvis Presley – sång
- Scotty Moore – gitarr.
- Tommy Tedesco – gitarr.
- Hilmer J. "Tiny" Timbrell – gitarr.
- Bob Moore – bas.
- D. J. Fontana – trummor.
- Murrey "Buddy" Harman – trummor.
- Frank Carlson – trummor.
- Floyd Cramer – piano.
- Homer "Boots" Randolph – saxofon.
- The Jordanaires (Gordon Stoker, Neal Matthews, Hoyt Hawkins och Ray Walker) – bakgrundssång.
- The Jubilee Four (Bill Johnson, George McFadden, Jimmy Adams och Ted Brooks} – körpålägg på "Wolf Call" och "Do the Clam".
- The Carol Lombard Singers (Carol Lombard, Gwen Johnson. Jackie Ward och BJ Baker) – körpålägg på "Do the Clam".
- George Stoll – musikproducent för MGM.
- Dave Wiechman – ljudtekniker.

RCA Studio B, 18–20 mars 1962
("You'll Be Gone")
- Elvis Presley – sång.
- Scotty Moore – gitarr.
- Harold Bradley – gitarr.
- Thomas "Grady" Martin – gitarr och vibrafon under sessionen.
- Bob Moore – bas.
- D. J. Fontana – trummor.
- Murrey "Buddy" Harman – trummor.
- Floyd Cramer – piano och orgel under sessionen.
- Homer "Boots" Randolph – saxofon och vibrafon under sessionen.
- The Jordanaires (Gordon Stoker, Neal Matthews, Hoyt Hawkins och Ray Walker) – bakgrundssång.
- Millie Kirkham – bakgrundssång.
- Steve Sholes – producent.
- Bill Porter – ljudtekniker.

## Topplistor
|  |

|  |

|  |

|  |

| Lista (1965)                     | Högsta position |
| Storbritannien (UK Albums Chart) | 7               |
| USA Billboard Top LP's           | 8               |
| USA Cash Box Top 100 Albums      | 10              |